# Zool 2
Zool 2 is een computerspel dat werd ontwikkeld en uitgegeven door Gremlin Graphics Software. Het spel kwam in 1993 uit voor de Commodore Amiga. Het spel kwam uit als een tegenhanger van Sonic 3. Het is een platformspel waarbij de speler "Ninja of the Nth Dimension" (of zijn vriendin bij later levels) bestuurt. Elk level moet de speler binnen een bepaalde tijd een hoeveelheid fruit verzamelen. Onderweg komt hij tegenstanders tegen die hij moet uitschakelen en kan hij voorwerpen verzamelen.

## Platforms
| Jaar | Platform                |
| ---- | ----------------------- |
| 1993 | Amiga                   |
| 1994 | Amiga CD32, DOS, Jaguar |
| 2013 | BlackBerry              |

## Ontvangst
| Beoordeeld door       | Platform | Datum        | Score |
| --------------------- | -------- | ------------ | ----- |
| Amiga Format          | Amiga    | januari 1994 | 93%   |
| Amiga Dream           | Amiga    | januari 1994 | 90%   |
| Tilt                  | Amiga    | januari 1994 | 82%   |
| GameFan Magazine      | Jaguar   | januari 1995 | 81%   |
| CU Amiga              | Amiga    | januari 1994 | 76%   |
| neXGam                | Jaguar   | 2005         | 70%   |
| Power Play            | Amiga    | januari 1994 | 70%   |
| PC Player (Duitsland) | DOS      | oktober 1994 | 69%   |
| FLUX                  | Jaguar   | oktober 1994 | 67%   |
| Mega Fun              | Jaguar   | januari 1995 | 65%   |